# USS LST-807
O USS LST-807 foi um navio de guerra norte-americano da classe LST que operou durante a Segunda Guerra Mundial.